# Sif (Marvel Comics)
Sif é uma personagem fictícia que aparece nas histórias em quadrinhos publicadas pela Marvel Comics. Ela é uma grande guerreira asgardiana e amante de Thor. Na maior parte das vezes, aparece procurando e se preocupando com Thor, principalmente devido as ausências costantes do herói, sempre as voltas com aventuras em todos os lugares. Ela é baseada na deusa da mitologia nórdica, criada por Stan Lee e Jack Kirby.

## Publicação
Criada por Stan Lee e Jack Kirby, sendo inspirada deusa nórdica de mesmo nome, ela apareceu pela primeira vez em Journey Into Mistery #102 em Março de 1964. Ela era um personagem frequente nas histórias da revista Mighty Thor, fazendo aparições também em: The Fantastic Four, The Avengers, Silver Surfer e Thunderstrike.
Em Abril de 2010 a personagem ganhou uma publicação própria em edição única.

## Biografia ficcional da personagem
Sif como muitos dos Asgardianos nasceu com cabelo dourado, mas durante a sua adolescência, Loki, enciumado pelo seu namoro com Thor, se disfarçou de pássaro e voou até o quarto da deusa, para quando a mesma dormisse cortar o seu cabelo, o que fez com grande satisfação. Quando amanheceu e a moça percebeu o que tinha acontecido, com vergonha, se recusou a sair do quarto e receber o deus do trovão, que acertadamente desconfiou do irmão adotivo, e foi furioso ter com ele. Ao encontrá-lo, ameaçou-o dizendo que tinha apenas um dia para devolver os cabelos a Sif, ou iria acabar de vez com ele. Loki com medo de que Thor contasse tudo a Odin, foi até os mesmos Anões que forjaram Mjolnir dizendo que Odin havia os ordenado que fizessem uma vistosa cabeleira dourada, mas esses também não acreditaram nele, que foi obrigado a contar a verdade e que não tinha como pagar pela "encomenda". Assim sendo os Anões disseram que só podiam fazer uma única coisa por ele, e fizeram uma cabeleira negra com as trevas da noite. Loki imediatamente imaginou uma forma de infernizar Thor com a situação, e ao voltar para o irmão, quando este começou a reagir com raiva, foi logo dizendo que ele tinha falado sobre uma cabeleira, mas nada sobre a cor. Thor se viu obrigado a concordar e com tristeza entregou a cabeleira a Sif, que se implantou imediatamente no couro cabeludo da deusa por serem cabelos mágicos. Quando Sif saiu do quarto e se colocou a vista de todos, ao contrário do que Loki queria, Thor ficou maravilhado com a moça e a abraçou e beijou, achando que ela tinha ficado ainda mais bonita do que antes com os cabelos loiros. Em uma idade precoce ela mostrou grande proeza em combate e foi considerada a maior guerreira de Asgard, acompanhada apenas por Brunnhilde.
Ela é muitas vezes acompanhada por Balder nas batalhas, que tem desenvolvido uma atração por ela, porém, Sif nunca mostra afeto por mais ninguém além de Thor e de certos indivíduos que a fazem se lembrar dele. Ela se sentiu atraída por Bill Raio Beta, um alienígena que deteve o martelo por um tempo. Ela também tem rivalidade com a feiticeira Encantor pelo afeto de Thor, e desenvolveu mais tarde um relacionamento romântico com um outro homem que exerce o poder de Thor, Eric Masterson.
Apesar disso, Sif  colocou sua vida em risco ao viajar para o reino de Mefisto a fim de libertar o que parecia ser a alma de Thor de uma sacola mística. Para isso, ela promete ser leal com a entidade demoníaca. Ela é manipulada em um novo disfarce e é enviada para uma batalha cara-a-cara com Eric e Balder. Eles se voluntariaram a segui-la, mesmo com Eric sem poderes, preocupados com o êxito da sua missão. 
Eric e Sif, eventualmente pertem do reino como amigos, e ele deixa sua jaqueta de couro preferida para ela.
Durante o mais recente Ragnarok em Asgard, as forças divinas rapidamente perdem terreno. Sif sobrevive a primeira onda de perdas, mas tem um braço mutilado. Durante a guerra, Bill Raio Beta se junta a batalha, mais uma vez, mas ele partes antes do final. A totalidade de Asgard aparentemente perece. Thor volta no tempo e o resto do panteão, como Heimdall, começa a reaparecer um por um.
Após a ressurreição dos deuses, Donald Blake vai a um hospital para tentar encontrar a renascida Sif. Após erradamente pensar que ela estava renascido no antigo amor de Donald Blake, Jane Foster, ele vai embora pensando que Sif não vai voltar. No entanto, após essa cena, é revelado que era a Sif renascida em uma mulher idosa chamada Sra. Chambers, que está sofrendo o que se pensa ser um câncer terminal no mesmo hospital. Loki a escondeu das habilidades de Thor, dando-lhe um espelho que mostra a Sif a sua verdadeira forma, mas sem que ninguém consiga perceber quem ela é. Sua hospedeira permanece no hospital, lutando por sua vida. Thor se perguntava o que iria acontecer com o espírito de um Asgardiano se o seu hospedeiro morresse. 
Loki posteriormente revelou a Thor sobre o que tinha acontecido com Sif e aconselha-o a encontrar Sif antes que Loki volte para sua verdadeira forma. Após a descobrir a verdade sobre Mrs. Chambers, Jane Foster chama Donald Blake e informa a ele que ela encontrou Sif.

## Poderes e habilidades
Fisiologia Asgardiana: Sif possui atríbutos sobre-humanos comuns entre os Asgardianos como:
- Força Sobre-Humana: como todos os Asgardianos, Sif é uma super-humana forte e possui maior força física entre as mulheres asgardianas. Em seu auge, Sif é capaz de suportar cerca de 50 toneladas.
- Resistência Sobre-Humana: a musculatura de Sif produz consideravelmente menos células de fadiga durante atividades físicas do que a musculatura de um ser humano. Ela pode se exercer com máximo esforço por cerca de 24 horas antes de a fadiga começar a prejudicá-la.
- Velocidade Sobre-Humana: Sif é capaz de correr e se mover a velocidades muito maiores do que até mesmo o melhor atleta humano.
- Durabilidade Sobre-Humana: o corpo de Sif é muito mais resistente a danos físicos do que o corpo de um ser humano. Ela é capaz de resistir a grandes forças de impacto, exposição a pressões e temperaturas extremas, explosões de energia poderosas e balas de alto calibre sem sofrer ferimentos. Os tecidos corporais de Sif têm aproximadamente 10 vezes a densidade dos tecidos corporais de um ser humano. Como resultado, Sif é realmente muito mais pesada do que parece. Esta densidade aumentada também contribui para sua força física.
- Longevidade: como todos os asgardianos, Sif envelhece a uma velocidade muito mais lenta que um ser humano. No entanto, os asgardianos não são totalmente imunes ao envelhecimento, assim como alguns outros panteões de Deuses.
- Fator de Cura Acelerado: apesar da resistência de seu corpo, Sif pode ser ferida como qualquer outro asgardiano. No entanto, seu metabolismo permite que ela rapidamente regenere seu tecido corporal danificado com maior rapidez e eficiência. Ferimentos como cortes e punções podem se curar completamente dentro de horas, enquanto que os ossos quebrados podem se curar dentro de alguns dias. No entanto, ela não é capaz de regenerar membros ou orgãos ausentes. A extensão de seu fator de cura tem limites, pois ela possui diversas cicatrizes de batalhas precedentes.
- Teletransporte Interdimensional: Sif tem por direito de primogenitura, o poder de se teleportar no tempo-espaço, podendo facilmente viajar para qualquer destino, ultrapassando os tecidos interdimensionais do infinito. Ela utiliza esse poder com o auxílio de sua espada ou apenas com a força do pensamento.

### Habilidades
Sif recebeu um extenso treinamento em combate armado e desarmado e em esgrima. Entre as mulheres asgardianas, sua habilidade de luta é o melhor seguindo apenas por Brunnhilde, a Valquíria. Graças ao Allspeak asgardiano ela pode se comunicar em todas as línguas dos Nove Reinos entre outras línguas alienígenas.

## Em outras mídias

### Desenhos Animados
- Sif aparece em um episódio da série animada Esquadrão de Heróis e na série The Avengers: Earth's Mightiest Heroes.

### Filmes
- No filme animado lançado diretamente em DVD Hulk Vs., Sif aparece no curta "Hulk vs. Thor", dublada por Grey DeLisle.
- Sif também aparece no filme animado lançado diretamente em DVD Thor: Tales of Asgard, dublada por Tara Strong.

#### Universo Cinematográfico Marvel

Jaimie Alexander interpretou a personagem no filme "Thor", em 2011.

Jaimie Alexander interpreta Sif no Universo Cinematográfico da Marvel.
- Ela aparece pela primeira vez em Thor (2011), ela é uma da melhores amigas de Thor e os Três Guerreiros, que já enfrentaram grandes batalhas juntos.
- Em Thor: O Mundo Sombrio (2013), Sif e os Três Guerreiros liderados por Thor, viajam pelos Nove Reinos para trazê-los de volta a paz. Ela também ajuda Thor em seu plano para fugir de Asgard junto a Loki e Jane Foster para impedir os planos de Malekith.
- Sif aparece no episódio "Yes Men" da primeira temporada de Agents of S.H.I.E.L.D. ajudando a equipe de Phil Coulson a deter a fugitiva asgardiana Lorelei. Na segunda temporada ela aparece no episódio, "Who You Really Are" tentando resgatar um guerreiro Kree perdido na Terra.
- Sif estava ausente no terceiro filme, Thor: Ragnarok devido Alexander estar ocupada com as gravações  de Blindspot, e ela não é mencionada. O produtor da Marvel, Kevin Feige, disse que, devido a sua ausência, ela ainda está viva, já que os membros do Três Guerreiros são mortos durante os eventos do filme. Em uma seqüência onde os atores Asgardianos executam uma peça baseada nos eventos de Thor: O Mundo Sombrio, a atriz que interpreta Sif é interpretada por Charlotte Nicdao.
- Embora ela não faça uma aparição, o co-diretor de Vingadores: Guerra Infinita, Joe Russo, confirmou que Sif estava entre aqueles desintegrados por Thanos no final do filme. No entanto ela foi ressuscitada pelo Professor Hulk, que desfez a Dizimação com as Jóias do Infinitos em 2023, nos eventos de Vingadores: Ultimato.
- Sif tem uma participação especial no quarto episódio da série Loki da Disney+, aparecendo num loop temporal criado pela TVA para castigar o Loki.
- Foi relatado que Sif aparecerá em uma potencial série limitada para Disney + com Jaimie Alexander esperada para reprisar seu papel.
- Sif voltará aparecer em Thor: Love and Thunder com Jaimie Alexander de volta a reprisar o seu papel.[carece de fontes?]

### Videogames
Sif é uma personagem jogável em Marvel: Avengers Alliance e Lego Marvel Super Heroes, além de ter aparições em Marvel: Ultimate Alliance (dublada por Adrienne Barbeau), Thor: God of Thunder (baseado no filme de 2011, com a voz de Jaimie Alexander) e Marvel Heroes.